# David Daniels
David Daniels (ur. 12 marca 1966 w Spartanburg w Karolinie Południowej) – amerykański kontratenor.

## Życiorys
Jest synem dwojga śpiewających nauczycieli. Zaczynał śpiewanie jako sopran chłopięcy, po mutacji jego głos przekształcił się w tenor. Uczył się w Cincinnati College Conservatory of Music. Po trudnościach ze sklasyfikowaniem jego głosu jako baryton lub tenor podczas nauki na University of Michigan Daniels z pomocą profesora prowadzącego rozpoczął śpiewanie z wykorzystaniem techniki kontratenorowej.
Debiut miał miejsce w roku 1992. W 1997 wygrał konkurs Richard Tucker Award. W 1999 zadebiutował w Metropolitan Opera jako Sesto w Juliuszu Cezarze. Jego repertuar stale się powiększał o wielkie dzieła Handla, włączając w to partie Juliusza Cezara, Arsace w komedii „Partenope” Lyric Opera of Chicago oraz tytułowe role w „Tamerlano”, „Arsace”, Arsamene w Kserksesie. W Operze Monachijskiej odtwarzał tytułowe parte w operach „Rinaldo” i „Orlando”, oraz partię Davida w „Saulu”. Występował także w „Koronacji Poppei” Monteverdiego jako Ottone. W operze Vivaldiego Bajazet śpiewał partię Tamerlana.
Daniels występuje także w dziełach powstałych w późniejszych epokach, np. jako Oberon w „Śnie nocy letniej” Brittena (MET) i Orfeusz w „Orfeuszu i Eurydyce” Glucka w Covent Garden.
Oprócz występów na scenie operowej, Daniels regularnie daje recitale, podczas których prezentuje repertuar zawierający także dziewiętnasto- i dwudziestowieczny repertuar pieśniarski niekoniecznie stworzony z myślą o kontratenorach (Berlioz, Poulenc).